# Douglas M
I velivoli Douglas M (a volte identificati anche come D.A.M., acronimo di Douglas Air Mail) furono una serie di quattro modelli di biplano realizzati dalla statunitense Douglas Aircraft Company intorno alla metà degli anni venti.
Progettati per svolgere il compito di trasporti postali, costituirono lo sviluppo del velivolo militare Douglas O-2 e furono impiegati sulle rotte postali statunitensi tra il 1926 ed il 1930.

## Storia del progetto
Quando, nel corso del 1925, lo United States Postal Service decise di rimpiazzare i propri de Havilland DH.4 (ormai logori dall'uso), furono diversi i costruttori aeronautici che si cimentarono nella costruzione di velivoli rispondenti alle richieste avanzate.
La Douglas elaborò un adeguamento del velivolo da osservazione denominato Douglas O-2, che in quello stesso anno stava entrando in servizio nei reparti dell'United States Army Air Service. In sostanza il primo velivolo, identificato inizialmente come Douglas Air Mail-One (denominazione ben presto abbreviata in M-1), non era altro che un O-2 con l'abitacolo anteriore chiuso da un rivestimento metallico al fine di ricavarne la stiva per il trasporto della corrispondenza. Ovviamente l'unico abitacolo rimasto, quello che nell'O-2 era destinato all'osservatore, veniva trasformato in cabina di pilotaggio. Per quanto pienamente rispondente alle specifiche richieste, l'M-1 non fu ordinato per la produzione in serie.
Fu solo in seguito alla concessione dei collegamenti postali a compagnie private (in lingua inglese, Contract Air Mail) che la Douglas ottenne un ordine per sei velivoli dalla Western Air Express Company: la neonata compagnia californiana mise in servizio sei velivoli della serie M-2 nella tratta Los Angeles-Salt Lake City, inaugurata nell'aprile del 1926.
Questi sei esemplari, differivano dall'M-1 per l'impiego di un radiatore dell'impianto di raffreddamento del motore disposto frontalmente anziché "a tunnel" e per la possibilità di adattare, con relativa rapidità, la stiva della posta al trasporto di un passeggero.
Poco tempo prima dell'avvio dei collegamenti curati dalla Western Air Express, anche il servizio postale di stato prese la decisione di acquistare i biplani della Douglas: per l'esattezza vennero ordinati 50 velivoli che, pur differendo in modo marginale dai precedenti, vennero battezzati M-3. Di questo lotto di velivoli, tuttavia, solo 10 esemplari videro la luce con le caratteristiche originarie: la Douglas, infatti, aveva nel frattempo realizzato la versione M-4 che (grazie ad una sostanziale revisione progettuale, che interessò principalmente le ali) risultò in grado di trasportare il doppio del carico utile rispetto alle versioni precedenti. L'U.S. Postal Service mutò quindi l'ordine per i rimanenti 40 esemplari di M-3 in uno per altrettanti apparecchi della serie M-4.
Anche la Western Air Express avanzò un ordine, limitato ad un singolo velivolo: a questo, pur identico ai precedenti, venne attribuita la denominazione M-4A.

## Tecnica

### Struttura

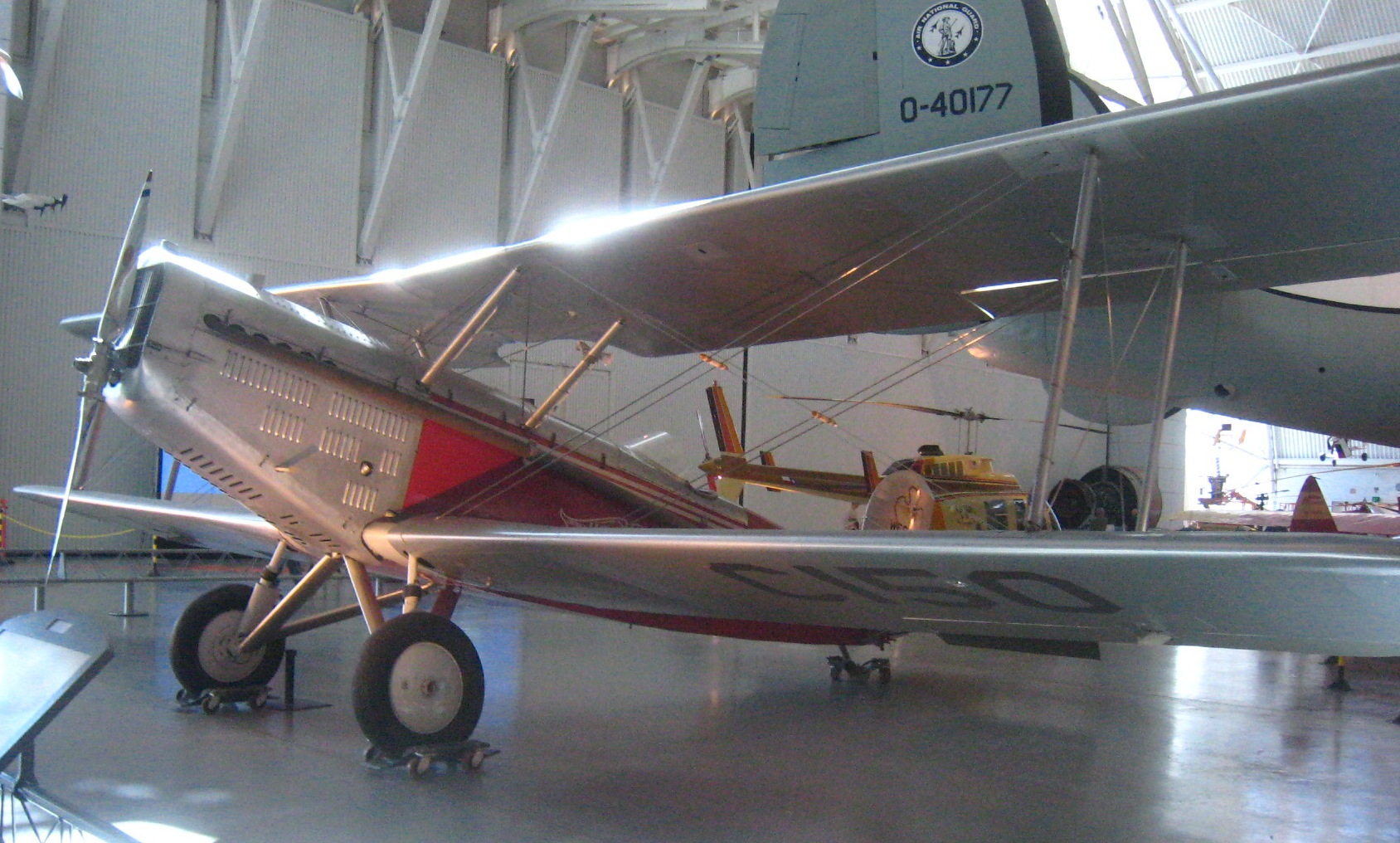
L'esemplare di Douglas M-2 esposto al National Air and Space Museum.

I Douglas M riproponevano la struttura mista del capostipite O-2: fusoliera in tubi d'acciaio saldati ed ali in legno; il rivestimento era in tela, tranne che nella sezione anteriore della fusoliera dove venivano impiegati pannelli di alluminio.
Le ali, di uguali dimensioni e disposte sulla medesima verticale, erano collegate mediante una coppia di montanti disposti sulla parte esterna di ciascuna semiala, integrati da cavetti in acciaio disposti in diagonale. Gli impennaggi erano di tipo classico, con equilibratori monoplani, controventati nella parte inferiore, disposti alla base della deriva.
Il singolo abitacolo era disposto nella sezione centrale della fusoliera mentre il carrello d'atterraggio era di tipo classico, con l'elemento anteriore costituito da due gambe a ruota singola ammortizzate; al posteriore era invece presente un pattino d'appoggio.

### Motore
L'unità motrice prescelta per i Douglas M fu l'ormai collaudato ed affidabile Liberty L-12, un dodici cilindri a V raffreddato a liquido, disponibile sul mercato in grandi quantitativi e dai pezzi di ricambio facilmente reperibili.
Nelle versioni prodotte in serie il radiatore era disposto frontalmente, dietro l'elica bipala; nel solo esemplare della serie M-1 il radiatore era alloggiato sotto il motore, all'interno di una presa d'aria a tunnel: tale caratteristica era ripresa anch'essa dal precedente Douglas O-2.

## Impiego operativo
Come detto le prime compagnie ad utilizzare i Douglas M furono la Western Air Express e lo U.S. Postal Service; a queste, a partire dall'autunno del 1925 si aggiunse la National Air Transport che acquistò diversi velivoli per impiegarli nella tratta Chicago-New York.
In particolare la NAT acquistò tutti gli M-3 ed 8 esemplari di M-4 dallo U.S. Postal Service ed altri M-4 nuovi di fabbrica; la stessa compagnia provvide anche ad eseguire modifiche strutturali sui propri velivoli, dotandoli di ali ulteriormente modificate. In un caso la NAT provvide a sostituire il motore di uno dei propri M-4, installando un radiale Pratt & Whitney Hornet.
Un Douglas M-4 della NAT viene citato per essere stato uno dei primi velivoli ad impiegare un impianto radio allo scopo di ottenere informazioni sulla rotta anche in condizioni meteorologiche avverse.

## Versioni
I dati sulle versioni sono tratti da: Enciclopedia l'Aviazione.
- M-1: identificato con la designazione iniziale Douglas Air Mail-One, derivava direttamente dal Douglas O-2. Un solo esemplare costruito;
- M-2: indicato dalle fonti dell'epoca anche come D.A.M.2; caratterizzato da radiatore frontale (al posto di quello a tunnel del precedente modello) e dalla possibilità di alloggiare un passeggero mediante il rapido ricondizionamento della stiva solitamente utilizzata per il trasporto della posta. Ne vennero costruiti sei esemplari;
- M-3: versione ordinata dall'U.S. Postal Service, dotata di modifiche marginali rispetto alla precedente. Il primo ordine di 50 esemplari venne drasticamente ridotto a 10 macchine: la parte restante dell'ordine venne trasformata in una commessa per 40 esemplari della versione M-4, nel frattempo realizzata.
- M-4: versione dotata di ala interamente riprogettata e capacità di carico quasi doppia rispetto ai precedenti. Come detto furono 40 le unità costruite per l'U.S. Postal Service;
  - M-4A: un singolo esemplare di M-4, identificato con la diversa sigla in quanto ordinato dalla Western Air Express.

## Utilizzatori

### Enti governativi
Stati Uniti
- United States Postal Service

### Civili
Stati Uniti
- National Air Transport
- Western Air Express Company

### Pubblicazioni
- (EN) The Douglas D.A.M.2 Biplane, in Flight, 10 dicembre 1925,  pp. pag. 806. URL consultato l'8 luglio 2012.